# Gouvernement Sint-Petersburg
Het gouvernement Sint-Petersburg (Russisch: Санкт-Петербу́ргская губе́рния, Sankt-Peterboergskaij goebernija) was een gouvernement (goebernija) van het keizerrijk Rusland.

## Geschiedenis
Het gouvernement ontstond op 29 december 1708 samen met zes andere gouvernementen door een oekaze van tsaar Peter I van Rusland. Het gouvernement heette eerst het gouvernement Ingrie. Het ontstond op de gebieden gewonnen uit het Zweedse rijk tijdens de Grote Noordse Oorlog. Net als de rest van de gouvernement stonden de grenzen niet vast. Het gebied van het gouvernement bestond uit een reeks steden met omliggend gebied.
Bij het edict van 3 januari 1710 werd het gouvernement na de stichting van Sint-Petersburg hernoemd tot het gouvernement Sint-Petersburg. De stad werd gebouwd op grond van het vroegere Zweeds-Ingrië, het hertogdom Kexholm en het hertogdom Viborg en Nyslott die Rusland verkregen had bij de Vrede van Nystad. Na de Vrede van Åbo in 1743, waar delen van Kexholm en Viborg werden bij de nieuwe op Zweden veroverde gebieden tot het gouvernement Vyborg
Op 18 augustus 1914 werd het gouvernement hernoemd tot gouvernement Petrograd en van 1924 tot 1927 gouvernement Leningrad. In 1927 werd het gouvernement afgeschaft en de oblast Leningrad ontstond.

## Gouverneurs

### Gouverneurs-generaal
- Prins Aleksandr Mensjikov, 12 oktober, 1702 - mei 1724
- Pjotr Apraksin, mei 1724– januari 1725
- Aleksandr Aleksandrovitsj Mensjikov januari 1725 – 8 september 1727
- Jan Kazimierz Sapieha de Oudere 1727– 1728
- Khristofor Minikh januari 1728– 1734 oorlogsgouverneur
- Nikolai Golovin 1742
- Peter Lacy 1743
- Vasili Repnin 1744
- Stepan Ignatiev 1744
- Boris Joesoepov 1749
- Prins Michail Golitsin 1752 – 1754
- Peter August van Sleeswijk-Holstein-Sonderburg-Beck 1762
- Ivan Nepljoejev 1762 – 1764
- Ivan Glebov 1767
- Prins Aleksandr Michailovitsj Golitsin oktober 1769 – 8 oktober 1783
- Jacob Bruce 1784 – 6 oktober 1791
- Aleksander Romanov 6 oktober 1791 – 1797 oorlogsgouverneur
  - Nikolai Arkharov 6 oktober 1791 – november 1796, tot 15 juni 1797 actief gouverneur-gemeraal
- Friederik Wilhelm von Buxhoeveden juni 1797 - augustus 1798
- Peter Ludwig von der Pahlen 8 augustus 1798 – 30 juni 1801, tot 25 augustus 1800 actief, vanaf 24 maart 1801 oorlogsgouverneur-generaal
- Mikhail Kamenski 30 juli 1801 – 9 september 1802 oorlogsgouverneur-gemeraal
- Mikhail Kamenskii 27 augustus 1802 – 16 november 1802 oorlogsgouverneur-generaal
- Pjotr Aleksandrovitsj Tolstoj 28 november 1802 – 25 januari 1803 oorlogsgouverneur-generaal
- Andrej Budberg 25 januari 1803 – 17 februari 1803 oorlogsgouverneur-generaal
- Pyotr Tolstoj 28 november 1802 – 10 september 1805 oorlogsgouverneur-generaal
  - Nikolai Svechin 1803 – 1806
- Sergej Vyazmitinov 10 september 1805 – 12 januari 1808 oorlogsgouverneur
- Prins Dmitri Ivanovitsj Lobanov-Rostovski 12 januari 1808 – 2 februari 1809
- Alexander Balasjov 14 februari 1809 – 9 april 1810
- Sergej Vyazmitinov 10 november 1816 – 31 augustus 1818 oorlogsgouverneur-generaal
- Mikhail Miloradovitsj 31 augustus 1818 – 15 december 1825 oorlogsgouverneur-generaal
- Pavel Golenishchev-Kutuzov 27 december 1825 – 19 februari 1830 oorlogsgouverneur-generaal
- Peter Kirillovich Essen 17 februari 1830 – 14 februari 1842 oorlogsgouverneur-generaal
- Aleksander Kavelin 14 februari 1842 – 19 april 1846 oorlogsgouverneur-generaal
- Matvey Khrapovitskii 7 april 1846 – 31 maart 1847 Oorlogsgouverneur-generaal
- Dmitry Shulgin 3 mei 1847 ;– 1 januari 1855 oorlogsgouverneur-generaal
  - Aleksander Grigorievitsj Stroganov 1854 oorlogsgouverneur
- Pavel Ignatiev 28 december 1854 – 16 november 1861 oorlogsgouverneur-generaal
- Aleksandr Suvorov-Rymnikskii 16 november 1861 – 16 mei 1866 oorlogsgouverneur-generaal
- Iosif Gurko april 1879 – februari 1880
- General Grösser februari 1880 - 12 januari 1905
- Dmitri Trepov 12 januari 1905 – 14 april 1905 waarnemend gouverneur-generaal

### Gouverneurs
- Fjodor Apraksin 1712 – 1723
- Vasili Saltikov 21 januari 1734 – oktober 1740
- Prins Jakov Shakhoiskoy oktober 1740 – november 1740
- Prins Vasili Nesvitsky 23 juli 1761& ;– 17 april 1764
- Stepan Oesjakov 21 april 1764 – 21 april 1773
- Stepan Perfiliev 22 september 1773 – 10 september 1774
- Karl Oengern-Sternverg 12 september 1774 – 25 juli 1779
- Dmitri Volkov 4 augustus 1779 – 1780
- Oestin Potapov 4 augustus 1780 – 1 januari 1784
- Pjotr Tarbeev 1 april 1784 – 18 maart 1785
- Pjotr Konovnitsin 18 maart 1785 – 2 september 1793
- Nikita Ryleev 2 september 1793 – 9 juni 1797
- Ivan Aleksejev 9 juni 1797 – 28 augustus 1797
- Ivan Grevens 28 augustus 1797 – 21 december 1798
- Dmitri Glinka 22 december 1798 – 2 maart 1800
- Prokopi Mishcherski 7 maart 1800 – 1 June 1800
- Nikolai Khotiaintsjov 1 June 1800 – 5 June 1801
- Pyotr Pankratjov 5 juni 1801 – 19 juli 1802
- Sergei Kushnikov 19 juli 1802 – 28 oktober 1804
- Pjotr Paseviev 28 oktober 1804 – 31 januari 1808
- Michail Michailovitsj Bakoenin 31 januari 1808 – 14 juli 1816
- Semjon Shcherbinin 15 augustus 1816 – 23 november 1826
- Aleksandr Bezobrazov 25 november 1826 – 27 januari 1829
- Ivan Khrapovitskii 27 januari 1829 – 11 december 1835
- Michail Zhemchuzhnikov 11 december 1835 – 30 december 1840
- Vasili Sjeremetjov 10 januari 1841 – 28 juni 1843
- Nikolai Zhukovskiy 10 augustus 1843 – 8 april 1851
- Pjotr Donaurov 8 april 1851 – 7 april 1855
- Nikolai Mikhailovitsj Smirnov 7 april 1855 – 1 januari 1861
- Aleksandr Bobrinsky 12 januari 1861 – 13 maart 1864
- Vladimir Skaryatin 20 maart 1864 – 1 januari 1865
- Lev Perovskii 1 januari 1865– 22 juli 1866, tot 22 juli 1865 actief
- Nikolay Levashov 22 juli 1866 – 8 mei 1871
- Josif Lutkovskii 9 mei 1871 – 2 september 1880, tot 30 maart 1873 actief
- Fjodor Trepov 1873 - 1878
- Sergei Tol 2 september 1880 – mei 1903
- Aleksandr Zinoviev 6 maart 1903 – januari 1911
- Aleksandr Adlerberg 9 januari 1911 – 18 augustus 1914

### Leden van de Adellijke raad
- Alexander Kurakin 1780 – 1783
- Adam Olsufiev 1783 – 1784
- Andrey Petrovitsj Shuvalov 1784 – 1785
- Aleksander Naryshkin 1788 – 1790
- Aleksander Sergeevitsj Stroganov 1790 – 1798
- Mikhail Rumyantsjov 1798 – 1801
- Pjotr Razumovsky 1801 – 1805
- Aleksander Stroganov 1805 – 1811
- Aleksei Zherebtsov 1811 – 1814
- Ilya Bezborodko 1814 – 1815
- Aleksei Zherebtsov 1815 – 1818
- Arkadi Nelidov 1826 – 1830
- Dmitri Durnovo 1830– 1833
- Prince Vasili Dolgorukov 1833 – 1839
- Prince Golitsin 24 februari 1839 – 1842
- Mikhail Potyomkin 21 maart 1842 – 24 maart 1854
- Pjotr Sjuvalov 24 maart 1854 – 29 maart 1863
- Grigorii Sjtsjerbatov 29 maart 1863 – 8 maart 1866
- Vladimir Orlov-Davydov 8 maart 1866 – 21 maart 1869
- Aleksandr Bobrinskii 21 maart 1869 – 18 april 1872
- Andrei Pavlovitsj Shuvalov 18 april 1872 – 14 april 1876
- Aleksei Bobrinski 14 april 187 – 27 januari 1890
- Aleksandr Mordvinov 27 januari 1890 – 1891
- Aleksandr Trubnikov 1891– 1 februari 1893
- Aleksei Bobrinskii 1 februari 1893 – 8 februari 1897
- Aleksandr Zinoviev 8 februari 1897 – februari 1904
- Vasiliy Gudovitsj 15 februari 1904 – maart 1909
- Ivan Saltikov 8 maart 1909 – 1915